# Моноклональная гаммапатия
Моноклональная гаммапатия, или парапротеинемия — это сборное наименование целого класса заболеваний, при котором происходит патологическая секреция аномальных, измененных по химическому строению, молекулярной массе или иммунологическим свойствам иммуноглобулинов (гамма-глобулинов) одним клоном плазматических клеток или B-лимфоцитов. Эти иммуноглобулины затем нарушают функции тех или иных органов и систем, например, почек, что и приводит к развитию симптомов заболевания.
Моноклональные гаммапатии могут быть доброкачественными, когда клональная популяция клеток, секретирующих аномальные иммуноглобулины, не проявляет тенденций к неконтролируемому росту и размножению или к неконтролируемому увеличению продукции аномального белка. А могут быть и злокачественными, когда клональная популяция, производящая аномальный белок, склонна к постоянному неконтролируемому росту и размножению и как следствие к увеличению секреции этого белка.
К злокачественным моноклональным гаммапатиям относятся, например, такие заболевания, как макроглобулинемия Вальденстрёма, болезнь легких цепей и др.
Злокачественные моноклональные гаммапатии в целом, как класс, менее чувствительны к химиотерапии, чем большинство других гемобластозов, но обычно имеют более медленное, менее злокачественное течение.
Доброкачественные моноклональные гаммапатии часто развиваются как последствия чрезмерной хронической антигенной стимуляции, приводящей к усиленному размножению определенных клонов плазматических клеток. Например, именно такой характер имеют доброкачественные моноклональные гаммапатии, наблюдаемые после пересадки костного мозга, реже после пересадки органов и тканей или при некоторых хронических инфекциях.